# ArmA: Armed Assault
ArmA: Armed Assault (distribuito nel Nord America come ArmA: Combat Operations) è un videogioco sparatutto in prima persona uscito nel 2007. Successore dell'acclamato Operation Flashpoint: Cold War Crisis. Il gioco è ambientato nell'isola fittizia denominata Sahrani. Il gioco richiede una scheda video che supporti pixel shader 2.0 o superiore per il corretto funzionamento.

## Accoglienza
| Testata  | Giudizio |
| -------- | -------- |
| 1UP      | C+       |
| Allgame  | [ 2 ]    |
| CVG      | 8.4/10   |
| Edge     | 5/10     |
| EuroG    | 8/10     |
| GameZone | 7.4/10   |
| GSpot    | 7.0/10   |
| GSpy     | [ 8 ]    |
| IGN      | 7.3/10   |
| MC       | 74       |
| PCGUS    | 78%      |

## Queen's Gambit
Queen's Gambit è un'espansione del gioco a cui aggiunge nuove missioni fra cui di spionaggio. È stata pubblicata qualche mese dopo l'uscita dell'originale. In questa espansione ci si troverà a capo di un'unità delle forze speciali dell'esercito americano, che deve arrestare un generale, condannato per numerosi crimini di guerra, rifugiatosi nell'isola di Rahmadi.